# Степанова, Наталья Андреевна
Ната́лья Андре́евна Степа́нова (р. 29 ноября 1987 года, Ленинград, РСФСР, СССР) — российская волейболистка. Двукратный бронзовый призёр чемпионата России по пляжному волейболу (2007, с Инной Шмат; 2010, с Жудитт-Флорес Яловой), серебряный призёр Открытого Кубка России (2010, с Жудитт-Флорес Яловой).

## Биография
Начинала спортивную карьеру с Федерации волейбола Санкт-Петербурга.
В 2006 году выступала на чемпионате России по пляжному волейболу с Марией Братковой.
В 2007 году в паре с Инной Шмат стала бронзовым призёром чемпионата России.
Летом 2010 года в паре с Жудитт-Флорес Яловой стала второй раз бронзовым призёром чемпионата России и серебряным призёром Открытого Кубка России по пляжному волейболу.
На чемпионате России 2011 года выступала в паре с Дарьей Ярзуткиной. В этом же составе разделила 5-6 места на всемирной Летней универсиаде 2011 года в Китае.
Тренер — Дмитрий Федотов.